# Ravenelia zygiae
Ravenelia zygiae är en svampart som beskrevs av Syd. 1938. Ravenelia zygiae ingår i släktet Ravenelia och familjen Raveneliaceae.   Inga underarter finns listade i Catalogue of Life.